# Italský vojenský ordinariát
Italský vojenský ordinariát (italsky Ordinariato militare per l’Italia) je římskokatolický vojenský ordinariát jehož jurisdikce se týká členů ozbrojených sil (italská armáda, námořnictvo, letectvo, Karabiniéři a finanční stráž), jejich rodinných příslušníků a armádního civilního personálu v celé Itálii. Z hlediska cívílního práva je postaven na roveň státnímu úřadu. 

## Struktura
Ordinariát je veden arcibiskupem, který je vybírán papežem (papež navrhuje) a jmenován dekretem prezidenta Italské republiky na návrh vlády a ministrů vnitra a obrany. Jde o státní úřad, jehož přijetí má za důsledek církevní jurisdikci. Vojenský ordinář má hodnost sborový generál, jeho generální vikář má hodnost divizního generála. Kněží jsou postaveni na roveň důstojníkům. Vojenský ordinář má kromě generálního vikáře pět biskupských vikářů. Teritorium italského ordinariátu je rozděleno na 16 geografických pastorálních oblastí, které spravují oblastní vikářki (děkani). KAplani mají jurisdikci typu faráře. 
Hlavním kostelem ordinariátu je  sv. Kateřiny na Magnanapoli v Římě, filiálním kostelem je Kostel Nejsvětějšího Sudária v Římě. Ordinář je také představeným římské baziliky Panny Marie Mučedníků.

## Stručná historie
Vojenští kaplani byli ve sjednocení Itálii zavedeni před vstupen do 1. světové války, v roce 1915, kdy byl jmenován první polní biskup, Mons. Angelo Bartolomasi; později byl tento útvar zrušen. Až v roce 1925 byla uzavřena dohoda mezi Itálií a Svatým Stolcem, která znamenala zrod Vojenského ordinariátu pro Itálii,což následně potvrdily i Lateránské smlouvy v roce 1929.